# Politische Vierteljahresschrift
Die Politische Vierteljahresschrift (PVS) ist eine seit 1960 erscheinende politikwissenschaftliche Fachzeitschrift mit Schwerpunkt auf Untersuchungen der realen Verfassung im politischen Prozess. Sie wird vom Vorstand der Deutschen Vereinigung für Politikwissenschaft herausgegeben und erschien vierteljährlich im Westdeutschen Verlag der 2004 im VS Verlag für Sozialwissenschaften aufging und bis 2010 der Verlag der PVS war. Von 2011 bis 2017 wurde die Zeitschrift im Nomos Verlag veröffentlicht, seit dem Jahrgang 2018 erscheint sie bei Springer VS. Die Auflage beträgt 1.300 Stück. Die zur Veröffentlichung eingereichten Aufsätze durchlaufen ein Peer-Review-Verfahren. Die Zeitschrift wird im Social Sciences Citation Index geführt.
Seit 1969 erschienen in unregelmäßigen Abständen Sonderhefte zu Schwerpunktthemen. Zwischen 1979 und 1987 wurden die Rezensionen in einer gesonderten Beilage unter dem Titel PVS-Literatur veröffentlicht.

## Redaktion
Die Redaktion besteht aus (Stand Juni 2025)
- Eric Linhart (Technische Universität Chemnitz, Geschäftsführender Leiter, V.i.S.d.P.)
- Martin Gross (Ludwig-Maximilians-Universität München)
- Eva Marlene Hausteiner (Friedrich-Alexander-Universität Erlangen-Nürnberg)
- Oliver Hidalgo (Universität Passau, Literaturredaktion)
- Anna Holzscheiter (Technische Universität Darmstadt)
- Niclas Hüttemann (Technische Universität Chemnitz, Managing Editor)
- Nils Steiner (Johannes Gutenberg-Universität Mainz)
- Colette S. Vogeler (Deutsche Universität für Verwaltungswissenschaften Speyer)
- Manès Weisskircher (Technische Universität Dresden)

## Weitere Personen im Kontext der Politischen Vierteljahresschrift
- Dolf Sternberger war Gründer der Politischen Vierteljahresschrift
- Karl Dietrich Bracher war von 1960 bis 1969 Mitherausgeber der PVS
- Peter Christian Ludz gehörte von 1971 bis 1978 dem Herausgebergremium an
- Erwin Faul war langjährig Chefredakteur und Herausgeber der PVS
- Sabine Kropp, Chefredakteurin von 2006–2010
- Rainer Schmalz-Bruns, Chefredakteur von 2010–2016
- Michèle Knodt, Chefredakteurin von 2016–2019

Eine vollständige Liste aktueller und ehemaliger Redaktionsmitglieder kann auf der Webseite der DVPW gefunden werden.